# USS Crag (AM-214)
USS Crag (AM-214) – trałowiec typu Admirable służący w United States Navy w czasie II wojny światowej. Służył przez wojnę na Pacyfiku. Po wojnie krótko służył we Flocie Atlantyku.
Okręt został zwodowany 21 marca 1943 w stoczni Tampa Shipbuilding Co., Inc. w Tampa, matką chrzestną była Q. Abercrombie-St. John. Jednostka weszła do służby 1 sierpnia 1945, pierwszym dowódcą został Lieutenant G. W. Jarden, USNR. „Crag” został przeklasyfikowany na MSF-214 7 lutego 1955.
Brał udział w działaniach II wojny światowej. Po wojnie przekazany Meksykowi, gdzie nosił nazwy DM-15 i „General Pedro Maria Anaya” (A-8).

## Odznaczenia
„Crag” otrzymał 1 battle star za służbę w czasie II wojny światowej.